# Charles Leclerc (pilote automobile)
Pour les articles homonymes, voir Charles Leclerc et Leclerc.
Charles Leclerc, né le 16 octobre 1997 à Monaco, est un pilote automobile monégasque engagé en Formule 1 au sein de la Scuderia Ferrari.
Vainqueur du championnat de GP3 Series en 2016 puis du championnat de Formule 2 2017, il fait ses débuts en Formule 1 l'année suivante, lors du Grand Prix d'Australie, au sein de l'écurie Alfa Romeo Sauber F1 Team. Il marque ses premiers points en prenant la sixième place du Grand Prix d'Azerbaïdjan à Bakou. Pour sa première saison, il entre dans les points à dix reprises, terminant le championnat avec trois septièmes places consécutives, avant de rejoindre la Scuderia Ferrari ; l'écurie de Maranello l'a en effet choisi pour disputer la saison 2019 aux côtés de Sebastian Vettel, prenant la place de Kimi Räikkönen qui fait le chemin inverse.
Leclerc est le troisième pilote monégasque à courir en Formule 1 après Louis Chiron et Olivier Beretta. Il est le premier Monégasque à obtenir une pole position, à mener une course, à réaliser un record du tour et le deuxième après Louis Chiron en 1950 à monter sur un podium, dès sa deuxième course avec Ferrari, les 30 et 31 mars 2019 à Bahreïn. Le 1er septembre 2019, il devient, à 21 ans et 10 mois, le plus jeune pilote Ferrari à s'imposer en remportant sa première victoire à l'arrivée du Grand Prix de Belgique à Spa-Francorchamps, et la semaine suivante, le premier pilote de son écurie depuis Fernando Alonso en 2010 à gagner le Grand Prix d'Italie à Monza. Il obtient dix podiums en 2019, saison où il est le pilote qui obtient le plus grand nombre de pole positions, avec sept départs en tête. En décembre, la Scuderia Ferrari annonce qu'elle prolonge son contrat jusqu'en 2024.
Pour la saison 2020, la Ferrari SF1000 ne permet pas à ses pilotes de gagner ou de mener un seul tour, Charles Leclerc n'obtient que deux podiums et termine à la huitième place du championnat. En 2021, il a Carlos Sainz Jr. comme nouveau coéquipier pour une saison où il obtient deux pole positions, un podium, termine 18 fois dans les points et termine septième du championnat. En 2022, il réalise au Grand Prix d'Australie le premier Grand chelem de sa carrière et termine vice-champion du monde. Il n'obtient pas de victoire la saison suivante entièrement dominée par Red Bull et Max Verstappen, obtenant cinq pole positions et montant sur six podiums pour finir cinquième du championnat. Il effectue sa meilleure saison en termes comptables en 2024 avec 356 points traduisant trois victoires et treize podiums, terminant troisième du classement pilotes derrière Lando Norris et Max Verstappen.
En janvier 2024, Ferrari et Charles Leclerc annoncent que son contrat est prolongé pour plusieurs années. À partir de 2025, il fait équipe avec Lewis Hamilton.

## Biographie
Charles Leclerc commence le karting à l'âge de cinq ans sur le circuit de Brignoles géré par le père de Jules Bianchi, ami de son père, et se découvre une passion pour la Formule 1 qui devient son objectif numéro 1.
En 2010, comme Jules Bianchi l'avait fait, il intègre la société de management All Road Management dirigée par Nicolas Todt.

### Les débuts en karting
Lors de sa première saison, en 2005, Leclerc s'engage dans le championnat régional (PACA) et remporte le titre avec quinze victoires, dix-sept pole positions et dix-sept meilleurs tours en course. L'année suivante, il réédite l'exploit, toujours en MiniKart avec quatorze victoires, dix-sept pole positions et dix-sept meilleurs tours.
En 2007, il passe en catégorie minimes et devient vice-champion PACA avec trois victoires et huit podiums. Il est également vainqueur du Trophée Claude Secq.
Lors de la saison 2008, il devient vice-champion de France minimes avec un total de onze podiums. L'année suivante, il devient champion de France cadet et vainqueur de la Bridgestone Cup. En 2010, il se classe vice-champion de France KF3, cinquième du championnat du monde des moins de 18 ans (Trophée Academy) et devient, chez lui, le plus jeune  pilote à remporter la Monaco Kart Cup.
En 2011, Charles Leclerc remporte la coupe du monde en obtenant la pole position et le meilleur tour. Il remporte le Trophée Academy avec deux victoires et cinq podiums et finit deuxième de la WSK Final Cup. En décembre, face aux meilleurs pilotes de kart, le Monégasque remporte l'ERDF Masters Kart organisé par l'ancien pilote de Formule 1 Philippe Streiff.
Ami proche de Jules Bianchi, Leclerc révèle que, sans lui, il aurait arrêté de piloter en 2011, faute de financement,. Bianchi, pour aider son ami, appelle son manager Nicolas Todt et lui demande de le prendre sous son aile ; ce dernier dira de lui : « Au début, j'ai décidé de l'aider plus par amitié, pour faire plaisir à Jules, en me disant également : Charles m'a fait bonne impression, c'est un chic gamin, donc autant lui donner sa chance en karting, et ensuite on verra. Depuis ce jour-là, il ne m'a jamais déçu, bien au contraire. ». Jules Bianchi devient le parrain sportif de Leclerc, en le conseillant, et le Monégasque rappelle souvent qu'il court toujours en compétition automobile, grâce à lui et pour lui.
L'année suivante, au volant d'un kart ART GP et face à des adversaires comme Max Verstappen, Charles Leclerc devient champion WSK Euro Series, vice-champion d'Europe et vice-champion du monde U18. Il termine la saison par une quatrième place à Las Vegas lors de l'édition des Super Karts USA. En 2013, en KZ1, une nouvelle fois face à Max Verstappen, plus entraîné que lui et  malgré un matériel peu fiable durant la majeure partie de la saison, il gagne la Winter Cup et termine vice-champion du Monde à Varennes-sur-Allier, derrière Max Verstappen mais devant Jorrit Pex, Marco Ardigo et Davide Forè.

### Débuts en monoplace
Recruté par Fortec Motorsport, Leclerc termine vice-champion du championnat ALPS (considéré comme celui d'Europe du Sud) avec deux victoires et sept podiums en quatorze courses et meilleur rookie. En championnat d'Europe (Eurocup), il obtient trois podiums en six courses.
En 2015, Charles Leclerc est recruté par l'équipe néerlandaise Van Amersfoort Racing. Durant la manche d'ouverture de la saison à Silverstone, il obtient deux pole positions et remporte sa première victoire lors de la troisième course du weekend. Lors de la manche suivante, sur l'Hockenheimring, il remporte sa seconde victoire et monte à chaque fois sur le podium. Il gagne encore à Pau et à Spa-Francorchamps ce qui lui permet d'être provisoirement en tête du championnat. Malgré le manque de compétitivité de sa monoplace durant la seconde moitié de la saison (probablement dû à son accident de Zandvoort), il termine à la quatrième place et remporte le titre de meilleur rookie.
Au Grand Prix de Macao, sans expérience du tracé, il mène la course jusqu'au drapeau rouge ce qui permet à ses poursuivants de refaire leur retard ; il termine la course en seconde position et se classe meilleur rookie. En décembre, il effectue trois jours d'essais à Abou Dabi où il pilote pour la première fois une monoplace de GP3 Series. Lors du dernier jour, le Monégasque bat à trois reprises le record de la piste de la catégorie.

### Titre en GP3 Series et sacre en Formule 2
Confirmé pour la saison 2016 de GP3 Series chez ART Grand Prix, Charles Leclerc commence la campagne en remportant la victoire lors de la première course, sur le circuit de Catalogne ; il récidive au meeting suivant au Red Bull Ring, encore une fois en course longue. Lors des trois meeting suivants, en Grande-Bretagne, Hongrie et Allemagne, il monte sur le podium. En Belgique, le Monégasque réalise la pole position, le meilleur tour et gagne la course. En Italie, il obtient la pole position et finit au pied du podium lors de la course longue ; il abandonne dans la seconde course. En Malaisie, il réalise la pole position et monte sur le podium. Pour la dernière manche du championnat à Abou Dabi, il abandonne après une crevaison mais conserve 25 points d'avance sur son plus proche rival et remporte le championnat.

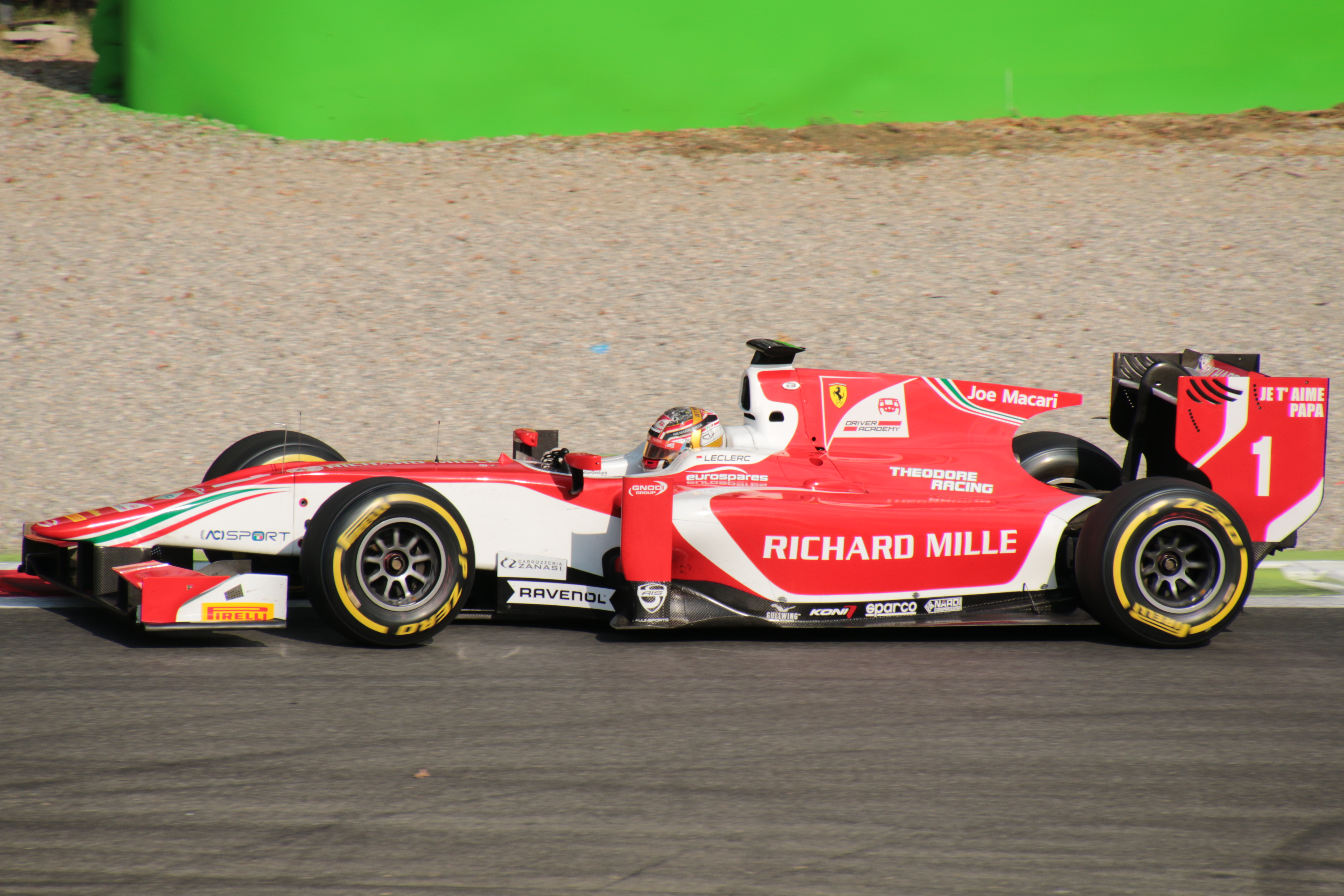
Charles Leclerc à Monza en 2017.

Leclerc est titularisé chez Prema Powerteam pour disputer la saison 2017 de Formule 2. À Bahreïn en ouverture du championnat, en pole position de la course 1, il finit troisième. Le lendemain après une belle remontée à la suite d'un changement de pneus à neuf tours de la fin, il remporte sa première victoire dans la catégorie. À Barcelone, il réalise la pole position avant de remporter la course principale ; il termine quatrième de la course sprint. Après un weekend monégasque compliqué avec deux abandons lors des deux courses, il remporte, à Bakou, la course principale après avoir obtenu une nouvelle pole position ; lors de la course sprint, il franchit la ligne d'arrivée en tête mais est pénalisé de dix secondes pour ne pas avoir suffisamment ralenti sous régime de drapeau jaune, la victoire revenant au Français Norman Nato. À Spielberg, Charles Leclerc obtient la pole position puis remporte la course principale ; il abandonne lors de la course sprint après un accrochage avec son coéquipier Antonio Fuoco. À Silverstone, il gagne la course principale après avoir égalisé le record de pole positions consécutives de Stoffel Vandoorne dans la catégorie avant de finir cinquième de la course sprint. Au Hungaroring, disqualifié en qualifications, il remonte jusqu'à la quatrième place et termine également quatrième de la course sprint. À Spa-Francorchamps, en pole position pour la septième fois de la saison, il remporte la première course mais est disqualifié à cause d'un fond plat trop abîmé ; il termine cinquième de la course sprint. À l'orée de la neuvième manche de la saison disputée à Monza, le Monégasque possède cinquante-neuf points d'avance sur son plus proche rival Oliver Rowland. Il ne marque aucun point lors des deux courses mais son rival connaît le même bilan ; l'écart de points reste ainsi inchangé. Lors du weekend de course de Jerez, il réalise la pole position et remporte la course longue ce qui lui permet de remporter le championnat.

### 2016-2018: essayeur puis titulaire en Formule 1

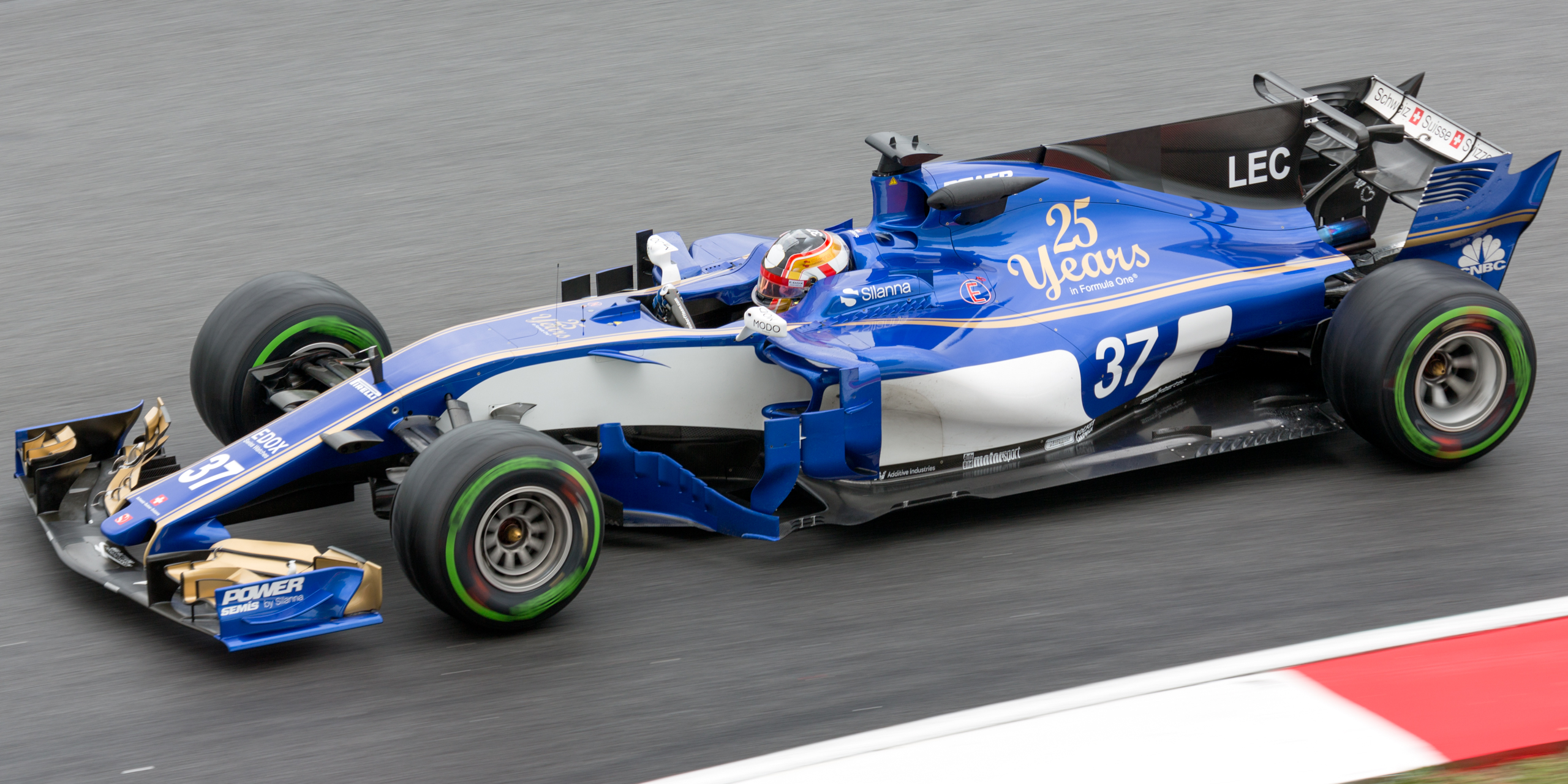
Charles Leclerc au Grand Prix automobile de Malaisie 2017.

En mars 2016, Charles Leclerc est intégré dans la Ferrari Driver Academy comme Jules Bianchi, son modèle, mort quelques mois auparavant. Il est également nommé pilote de développement officiel de l'équipe Haas F1 Team et de la Scuderia Ferrari. Il teste la Ferrari F14 T à Fiorano et obtient sa super-licence. À Silverstone, il participe à ses premiers essais en Formule 1 au volant de la Haas VF-16 à l'occasion de la première séance d'essais libres puis au volant de la Ferrari SF16-H le mardi suivant. Convaincant, il a l'occasion de renouveler l'expérience lors du Grand Prix de Hongrie, d'Allemagne et celui du Brésil,. En 2017, il participe à quatre séances d'essais libres avec l'équipe Sauber. En marge du Grand Prix du Brésil 2017, Frédéric Vasseur, team principal de Sauber, indique que la titularisation de Charles Leclerc dans l'équipe suisse pour la saison 2018 sera officiellement annoncée pendant le Grand Prix d'Abou Dabi. Confirmé le 2 décembre 2017, il choisit comme numéro permanent en Formule 1 le no 16, numéro qui précède le 17 qu'utilisait Jules Bianchi dont il était proche et qui a été retiré à la suite de son décès, en 2015.

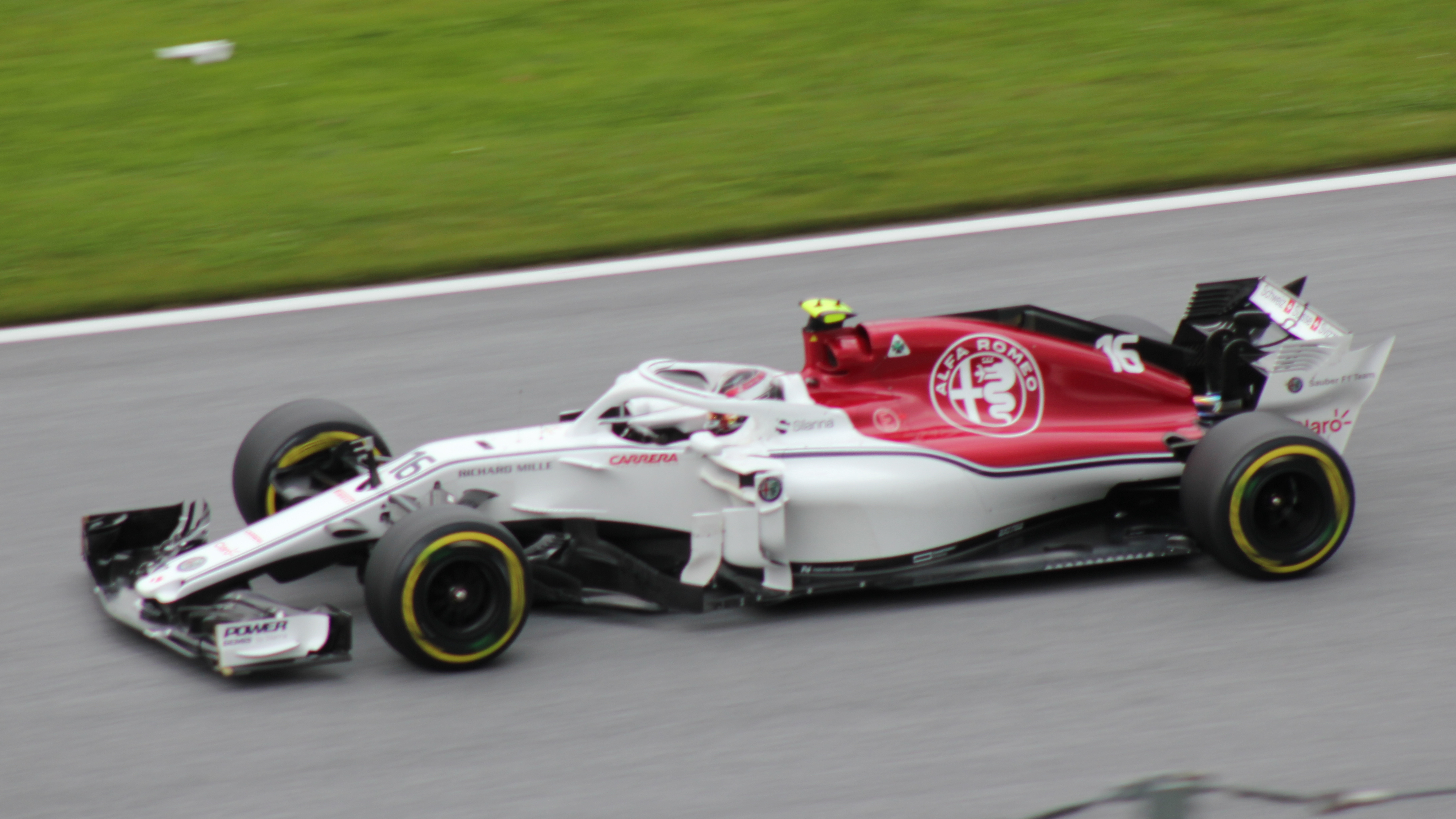
Leclerc au Grand Prix d'Autriche 2018.

Il entame le championnat 2018 par une treizième place en Australie puis inscrit ses premiers points dans la discipline à Bakou, où il se qualifie quatorzième et termine sixième en profitant des incidents de course. Leclerc marque à nouveau lors du Grand Prix d'Espagne puis se classe deux fois dixième, au Canada et en France où il accède pour la première fois à la Q3 en réalisant le huitième temps. En Autriche, dix-septième sur la grille après une pénalisation, il termine neuvième. Il abandonne pour son Grand Prix national où il percute violemment Brendon Hartley mais est classé dix-huitième puis en Grande-Bretagne à cause d'une roue mal fixée et en Hongrie, sur problème mécanique. Au départ du Grand Prix de Belgique, Nico Hülkenberg rate son freinage à l'épingle de la Source, percute l'arrière de la voiture de Fernando Alonso et la projette dans les airs ; elle atterrit partiellement sur le haut du cockpit et du halo de Leclerc, contraint à l'abandon
Le 11 septembre 2018, la Scuderia Ferrari annonce concomitamment qu'elle ne renouvelle pas le contrat de Kimi Räikkönen et qu'elle engage Charles Leclerc pour disputer la saison 2019 aux côtés de Sebastian Vettel. À Singapour et en Russie, il obtient les points de la neuvième et septième place. Lors des trois derniers Grand Prix de la saison, il franchit la ligne d'arrivée à chaque reprise à la septième place et se classe treizième du championnat avec 39 points. Le mardi 28 novembre, lors de ses premiers essais au volant de la Ferrari SF71H sur le circuit Yas Marina pour les tests des pneumatiques Pirelli, il roule plus vite que son futur coéquipier Sebastian Vettel.

### 2019: transfert chez Ferrari et premiers succès
Pour son premier départ avec l'écurie de Maranello, lors du Grand Prix d'Australie, Leclerc franchit la ligne d'arrivée cinquième, une consigne d'équipe lui ayant intimé de rester derrière son coéquipier Sebastian Vettel alors qu'il pouvait l'attaquer. À Bahreïn, il devient le premier Monégasque à réaliser une pole position en Formule 1 et le plus jeune pilote, à 21 ans, à réaliser une pole position chez Ferrari. Le lendemain, il rate son départ mais réussit, en l'espace de six tours, à doubler Valtteri Bottas ainsi que son coéquipier, avant de s'échapper. À dix tours de l'arrivée, alors qu'il caracole en tête, son moteur subit une perte de puissance ; il finit troisième, derrière les Mercedes de Lewis Hamilton et Bottas, sauvant son podium grâce à l'intervention de la voiture de sécurité alors que Max Verstappen s'apprêtait à le dépasser. Ce podium est également le premier d'un Monégasque depuis la troisième place de Louis Chiron à domicile en 1950. Leclerc réalise également le premier meilleur tour en course d'un monégasque et les premiers tours en tête d'un pilote originaire de la Principauté. Pour le 1 000e Grand Prix de l'histoire de la Formule 1 en Chine, il se qualifie quatrième ; en course, son équipe lui demande de laisser passer son coéquipier et il termine cinquième. Lors de son Grand Prix national, il connaît un weekend compliqué qui se solde par un abandon en début d'épreuve. Au Canada, il obtient son second podium de la saison en terminant troisième. Au Grand Prix d'Autriche, il réalise la deuxième pole position de sa carrière et se classe deuxième après avoir été rattrapé puis dépassé par Max Verstappen à trois tours de l'arrivée. En Allemagne, il est l'auteur d'une sortie de piste provoquant son abandon puis il se classe quatrième sur le Hungaroring.

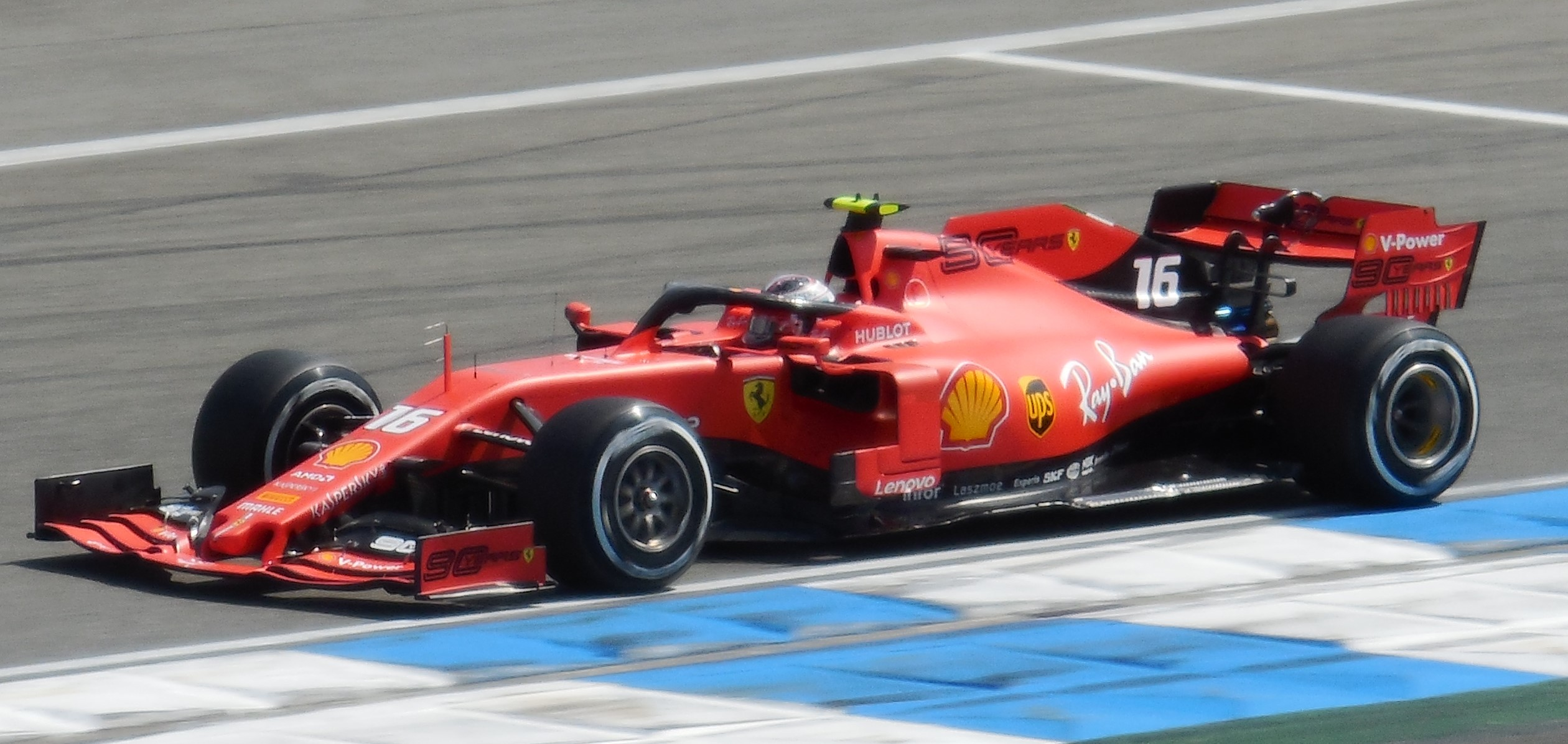
Charles Leclerc aux essais libres à Hockenheim en 2019.

Pour son treizième départ avec Ferrari, au Grand Prix de Belgique, Leclerc réalise la troisième pole position de sa carrière et remporte son premier Grand Prix, le premier d'un pilote monégasque ; il dédie cette victoire à son ami Anthoine Hubert, victime d'un accident mortel lors de la course de Formule 2 disputée à Spa la veille. À 21 ans, 10 mois et 16 jours, il devient le troisième pilote le plus jeune à s'imposer en Formule 1 après Max Verstappen (18 ans et 7 mois en 2016) et Sebastian Vettel (21 ans et 2 mois en 2008), ainsi que le plus jeune de l'histoire pour Ferrari. Il récidive le weekend suivant, au Grand Prix d'Italie, à Monza après avoir dominé la course, pourchassé du premier au dernier tour par les pilotes Mercedes depuis son départ en pole position. Lors des qualifications du Grand Prix de Singapour, sur un circuit plus favorable aux Mercedes, il obtient sa troisième pole position consécutive, sa cinquième en 2019, ce qui fait de lui le pilote ayant réalisé le plus de départs à l'avant à ce stade de la saison. Le lendemain, il termine deuxième derrière son équipier, à la suite d'une décision de son stand, et permet à son équipe d'obtenir son premier doublé depuis 2017. La semaine suivante, lors du Grand Prix de Russie, après une quatrième pole position consécutive (ce que la Scuderia Ferrari n'avait plus obtenu depuis celles établies par Michael Schumacher en 2000-2001), il déclare regretter de s'être énervé de cette consigne d'équipe. En pole position pour la septième fois à Mexique, une course qu'il achève en quatrième position ; Leclerc obtient le dixième podium de sa carrière et de sa saison à l'arrivée de la dernière course à Abou Dabi le 1er décembre.
À l'issue de sa première saison avec Ferrari, qu'il achève à la quatrième place du classement pilotes avec 264 points, devant Sebastien Vettel, il déclare : « En début d'année, si vous m'aviez dit que j'aurais sept pole et dix podiums, je ne vous aurais jamais cru ! C'est vraiment mieux que ce que j'espérais, même si, en regardant en arrière, j'ai commis quelques erreurs. Donc l'objectif est de les comprendre afin de revenir plus fort l'an prochain. Mais je suis globalement satisfait de cette saison, qui n'a pas été simple d'ailleurs. La première partie du championnat fut très difficile, mais nous avons bien travaillé et progressé durant la seconde moitié de la saison. J'ai obtenu deux victoires incroyables, et Monza était tout ce dont je rêvais : me tenir tout en haut de ce podium avec des centaines et milliers de tifosi. C'est une expérience que je n'oublierai jamais. »
Le 23 décembre, Ferrari prolonge son contrat jusqu'en 2024, en triplant son salaire.

### 2020: saison difficile avec Ferrari

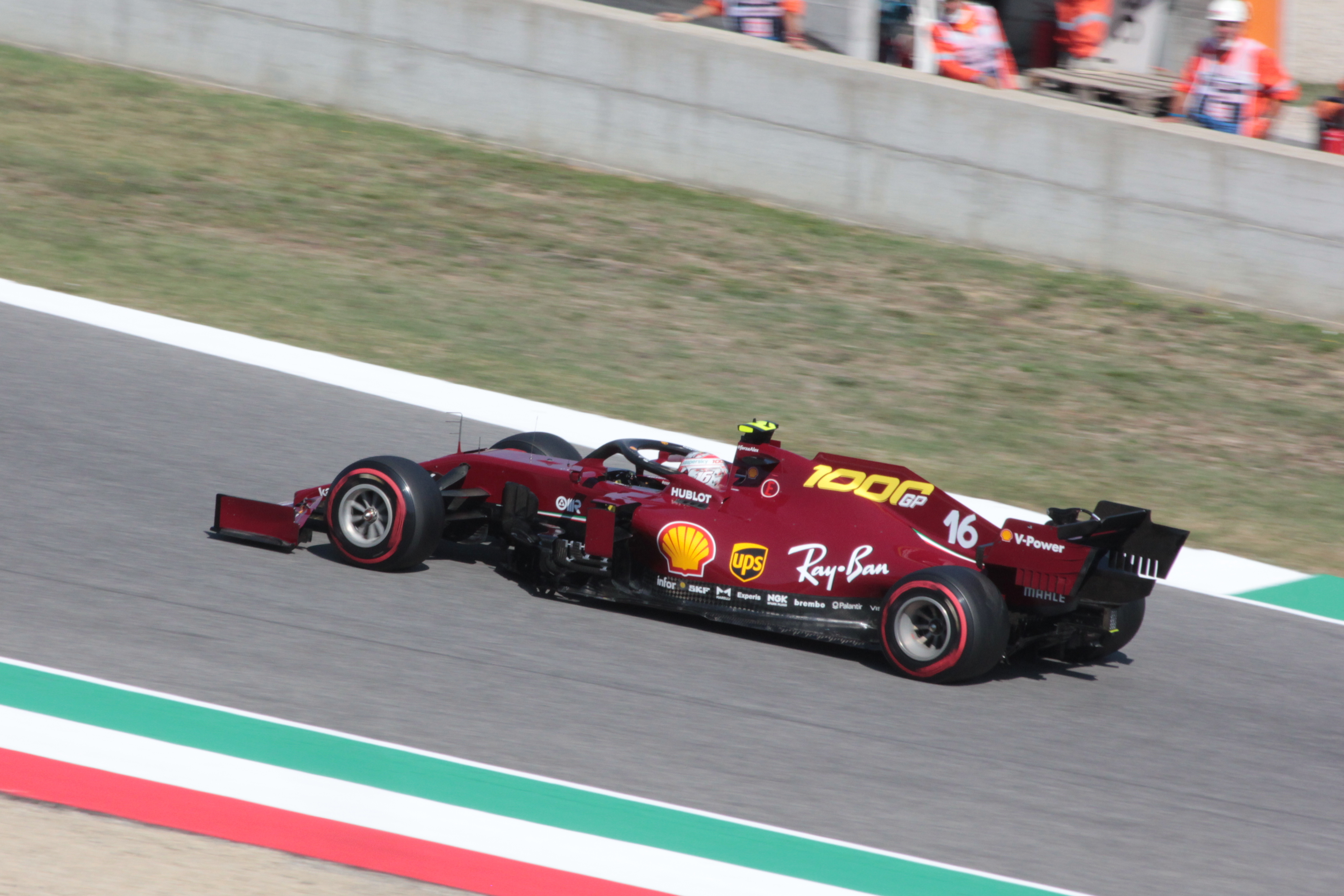
Charles Leclerc, à bord de la Ferrari SF1000, lors du GP de Toscane 2020.

La pandémie de Covid-19 perturbe fortement le championnat 2020 qui démarre, à huis clos, en Autriche le 5 juillet sur le circuit de Spielberg ; le Monégasque commence sa saison en se montrant opportuniste au volant d'une SF1000 en mal de puissance et d'équilibre, en se classant deuxième de la course, derrière Valtteri Bottas. Lors du Grand Prix de Styrie au même endroit la semaine suivante, Leclerc percute son coéquipier Sebastian Vettel dès le premier tour ; les deux pilotes abandonnent. Leclerc endosse la responsabilité de ce choc. Lors du troisième Grand Prix, en Hongrie, les Ferrari sont à la peine ; Vettel termine sixième à un tour du vainqueur Lewis Hamilton tandis que Leclerc finit onzième, hors des points.
Grâce à une stratégie à un seul arrêt contre deux pour la plupart de ses concurrents, Leclerc obtient un podium inespéré au Grand Prix de Grande-Bretagne derrière Hamilton et Verstappen. Lors du Grand Prix du 70e anniversaire, toujours à Silverstone, le Monégasque se classe quatrième derrière les Mercedes et Verstappen. À Barcelone pour le Grand Prix d'Espagne, neuvième des qualifications, Leclerc est victime d'un incident mécanique et abandonne en course. À Spa-Francorchamps, les Ferrari obtiennent les treizième et quatorzième temps, devancées par des équipes traditionnellement jugées comme inférieures (les AlphaTauri de Pierre Gasly et Daniil Kvyat) ; en course, les Ferrari, impuissantes dans les longues lignes droites, terminent treizième et quatorzième. Après un accident dans la Parabolica qui le contraint à l'abandon au vingt-quatrième tour du Grand Prix d'Italie, Leclerc marque des points lors des sept courses suivantes, obtenant son meilleur résultat en terminant quatrième du Grand Prix du Portugal. Hors de points lors des deux derniers Grands Prix, Charles Leclerc termine huitième du championnat, avec 98 points.

### 2021: nouvelle saison sans victoire et avec un seul podium
Après une saison 2020 difficile, le Monégasque veut retrouver le chemins des podiums avec la Scuderia Ferrari. Bien que qualifié en deuxième ligne avec le quatrième temps lors du premier Grand Prix de la saison à Bahreïn, sa SF21 ne se montre pas assez compétitive face aux Mercedes, Red Bull et McLaren, et il termine la course sixième, dépassé par Sergio Pérez dans les derniers tours, alors que son nouveau coéquipier Carlos Sainz Jr. se classe huitième. En amont de la deuxième manche à Imola, la Scuderia Ferrari lui offre la SF90 avec laquelle il a gagné les Grands Prix de Belgique et d'Italie en 2019, et qui lui est livrée à son domicile monégasque. Il offre ensuite cette monoplace au musée  « Collection de Voitures de S.A.S. le Prince de Monaco », créé dans les années 1990 par Rainier III, aux côtés du prince Albert II,.
À Imola le 18 avril, qualifié en quatrième position sur la grille, il termine à la même place, bien qu'il se soit un moment retrouvé deuxième derrière Max Verstappen, pénalisé par un déficit de puissance et dans l'impossibilité de répondre aux attaques de Lando Norris puis de Lewis Hamilton en vue de l'arrivée. Il déclare : « Ce qui est positif, c'est notre performance générale durant l'ensemble du weekend. On était rapides sur la piste et c'est le plus important. Après, je ne sais pas ce que nous pouvons faire en lignes droites avant la fin de l'année pour pouvoir nous défendre et attaquer plus facilement, parce qu'à chaque fois qu'on voulait le faire, c'était très difficile. » Sixième au Portugal, et à nouveau au pied du podium en Espagne, il réalise la pole position à domicile à Monaco le 22 mai, se montrant le plus rapide lors de sa première tentative en Q3 avant de fracasser sa SF21 contre le rail à la Piscine lors de son deuxième tour rapide. Les conséquences de ce crash apparaissent le lendemain, lorsqu'il est contraint à l'abandon dans son tour de mise en grille, moyeu de transmission côté gauche cassé, laissant vide l'emplacement de la pole. Dans les rues où il a grandi, deux fois en Formule 2 et trois fois en Formule 1, Charles Leclerc n'a jamais vu le drapeau à damiers de l'arrivée. À Bakou lors de la sixième manche, il obtient sa deuxième pole position consécutive et la neuvième de sa carrière. Mais dans la longue ligne droite de ce circuit urbain, il est rapidement dépassé par Lewis Hamilton, puis par Max Verstappen et Sergio Pérez (futur vainqueur de la course) et enfin par Pierre Gasly, se classant quatrième après une belle passe d'armes avec le pilote de l'AlphaTauri dans les deux derniers tours de la course.

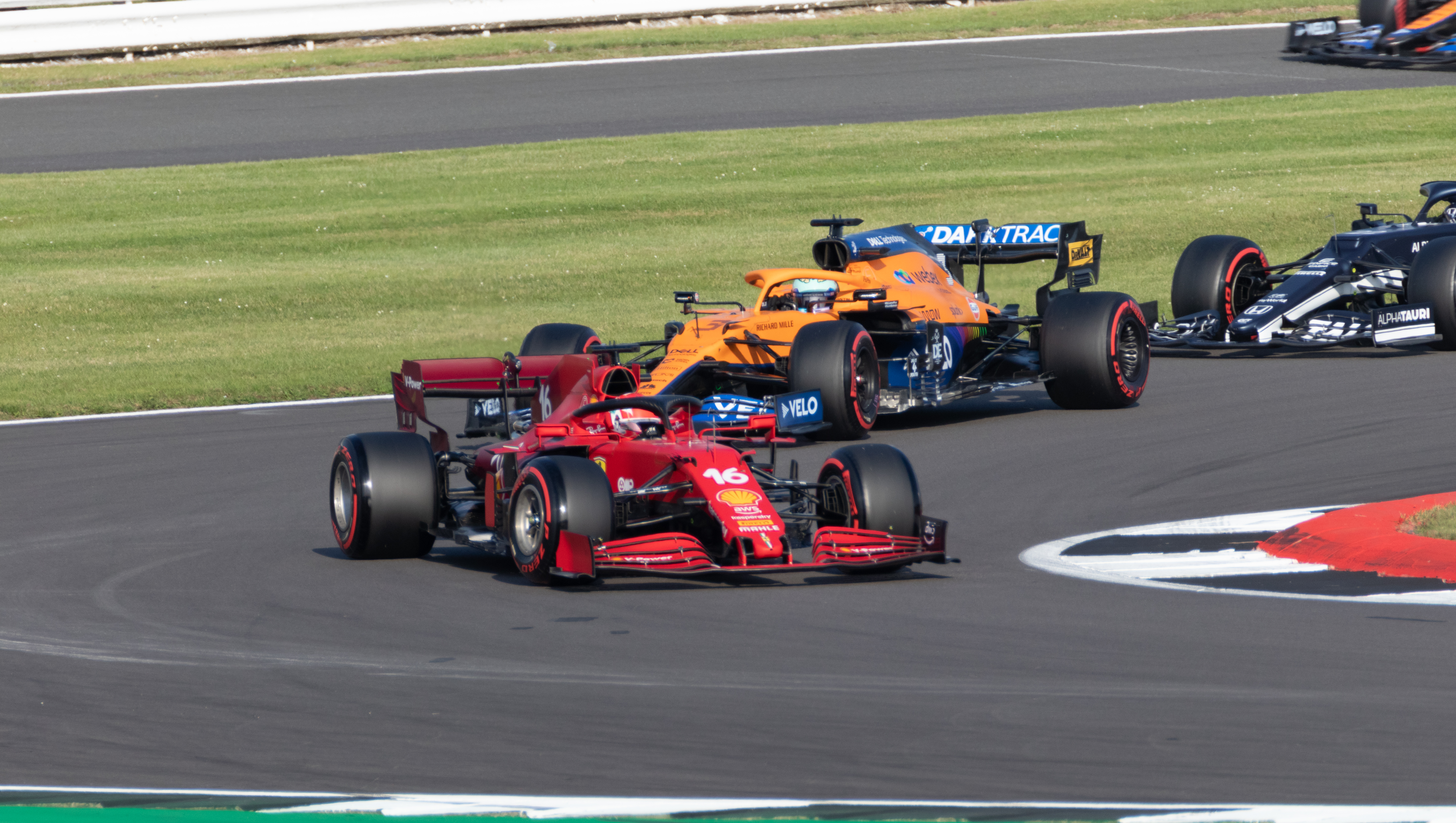
Charles Leclerc au Grand Prix automobile de Grande-Bretagne 2021, son unique podium de la saison.

Il obtient son premier podium de la saison lors du Grand Prix de Grande-Bretagne, lors d'une course où il mène 49 des 52 tours avant d'être rattrapé et dépassé par Lewis Hamilton. En Hongrie, il est sorti au premier virage par Lance Stroll et ne va pas plus loin. Mal qualifié en Belgique, il termine huitième d'une épreuve sous des trombes d'eau se résumant à trois tours derrière la voiture de sécurité, avant de prendre la cinquième place du Grand Prix des Pays Bas puis de se classer quatrième du Grand Prix d'Italie où, à nouveau, le manque de puissance de sa SF21 ne lui permet pas de résister aux assauts de Lando Norris, Sergio Pérez (par la suite rétrogradé pour avoir coupé la chicane en le dépassant) et Valtteri Bottas, après avoir roulé en deuxième positon à la suite de l'accrochage entre Lewis Hamilton et Max Verstappen. En Russie, alors qu'il se bat pour la troisième place, il est l'un des derniers à rentrer au stand pour chausser des pneus intermédiaires quand une averse s'abat sur le circuit, ce qui le repousse au quinzième rang. Deux semaines plus tard à Istanbul, qualifié en troisième position, il mène la course durant neuf tours, mais une mauvaise gestion du timing concernant son changement de gommes ne lui permet pas de conserver sa place sur le podium, il se classe quatrième. il termine à cette même place (pour la sixième fois de la saison) à l'arrivée du Grand Prix des États-Unis puis se classe cinquième à Mexico. Ses résultats, combinés à ceux de son coéquipier Carlos Sainz, permettent à la Scuderia Ferrari de s'emparer de la troisième place du championnat constructeurs après dix-huit manches.
Septième de l'avant-dernière course de la saison à Djeddah il s'empare de la cinquième place du championnat pilotes, mais il ne se classe que dixième de la course finale à Abou Dabi alors que son coéquipier Carlos Sainz termine sur le podium, et que Lando Norris se classe septième. Il recule donc de deux places et termine le championnat au septième rang avec 159 points. Le duo Leclerc-Sainz est reconduit chez Ferrari pour la saison 2022.

### 2022: vice-champion du monde

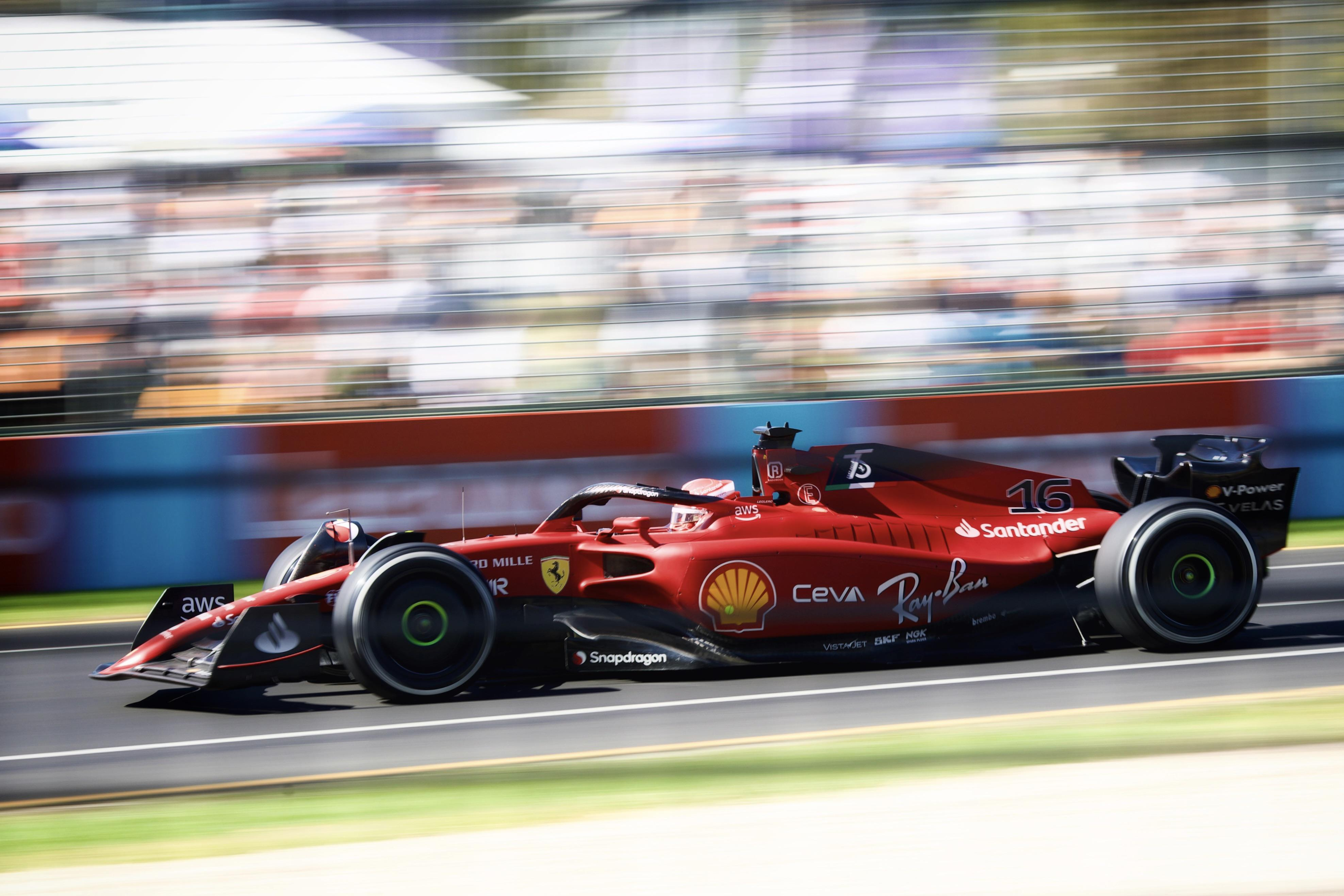
Charles Leclerc au volant de la F1-75 à Melbourne lors des essais du vendredi.

Dès le premier Grand Prix des 23 prévus en 2022, à Bahreïn, Charles Leclerc obtient la pole position, la victoire et le meilleur tour en course au volant de la F1-75 ;  réalisant ainsi le premier Hat trick de sa carrière, ce succès étant agrémenté d'un doublé pour la Scuderia Ferrari avec la deuxième place de Carlos Sainz Jr.. Une semaine plus tard à  à Djeddah, il termine deuxième après un combat roues dans roues avec Max Verstappen dans les derniers tours de la course.
Le 10 avril 2022, il remporte le Grand Prix d'Australie en réalisant son premier Grand Chelem : pole position, en tête des 58 tours de la course, meilleur tour et victoire. Après un tête à queue au  au cinquante-troisième des soixante-deux tours du Grand Prix automobile d'Émilie-Romagne qui le repousse à la sixième place de la course gagnée par Verstappen, il obtient deux semaines plus tard la douzième pole position de sa carrière au Grand Prix de Miami et roule en tête durant huit tours, mais en déficit de puissance dans les lignes droites par rapport à la Red Bull RB18 de son rival néerlandais, il est dépassé par ce dernier et termine la course derrière lui, à la deuxième place, conservant la tête de championnat du monde après cinq courses avec une avance de 19 points sur le champion du monde en titre.
Lors du Grand Prix d'Espagne, il signe la pole position, et mène la course avec une belle avance avant d'être trahi par son moteur (casse du turbo et du MGU-H), contraint à l'abandon après vingt-sept tours. Verstappen, qui s'impose, prend la tête du championnat avec trois points d'avance. Puis, une semaine plus tard, il évolue à domicile à Monaco où il n'a jamais encore vu le drapeau à damier lors de sa carrière en monoplace (Formule 2 et Formule 1). Il y obtient sa cinquième pole position de la saison. La course démarre avec plus d'une heure de retard en raison d'une violente averse, et il mène les débats après un départ lancé sur piste détrempée. Mais il est ensuite victime des errements stratégiques de son écurie, lourdement battue dans ce domaine par Red Bull, alors que la trajectoire s'assèche. Si bien qu'après son deuxième arrêt au stand pour passer les pneus durs, effectué dans un mauvais timing, il se retrouve quatrième et fort mécontent après vingt-deux tours, et Sergio Pérez l'emporte devant son coéquipier Carlos Sainz et Max Verstappen, troisième, qui porte son avance à neuf points. Lors de la huitième manche à Bakou, il réalise sa sixième pole position de la saison, puis son moteur part en fumée le lendemain au bout de vingt tours de course, alors qu'il roule en tête.
La suite de sa saison est à l'avenant, hormis une éclaircie lors du Grand Prix d'Autriche où il obtient sa troisième victoire de la saison. Errements stratégiques ou erreurs de pilotage, compétitivité déclinante, Ferrari connait un trou d'air à partir de la mi-saison alors que Verstappen aligne les victoires au volant de sa Red Bull RB18. Au dernier Grand Prix de l'année à Abou Dabi, Charles Leclerc, meilleur pilote de la saison dans l'exercice des qualifications (neuf pole positions), est à égalité de points (290 chacun) avec Sergio Pérez à la deuxième place du championnat remporté à quatre courses du terme par Verstappen. Il parvient à finir la course à la deuxième place derrière le Néerlandais, obtenant son onzième podium de la saison, et l'achève donc en vice-champion du monde, son meilleur classement depuis ses débuts.

### 2023: en recul
Après avoir abandonné dès le quatrième virage du circuit de l'Albert Park lors de la troisième manche du championnat 2023 à Melbourne, en percutant l'Aston Martin de Lance Stroll avant d'aller se planter dans le gravier, Charles Leclerc qualifie son début de saison de « désastre »,. En effet, il ne compte que six points après son abandon sur perte de puissance au bout de quarante tours lors du Grand Prix d'ouverture à Bahreïn alors qu'il roulait en troisième position puis s'être classé septième en Arabie saoudite, pénalisé de dix places pour utilisation d'un troisième boitier électronique,.
La suite de sa saison est à l'avenant à l'exception des ultimes courses. Comme tous les autres pilotes, Charles Leclerc subit l'écrasante domination de Red Bull Racing et de Max Verstappen qui remportent 21 courses sur 22, la seule qui leur échappe est remportée à Singapour par son coéquipier Carlos Sainz Jr., alors devant lui au classement du championnat du monde. À différents moments de la saison, la SF-23 n'est en mesure de rivaliser ni avec Aston Martin et Fernando Alonso, ni avec Mercedes et Lewis Hamilton, ni avec McLaren et Lando Norris. Leclerc réalise cinq pole positions et finit la saison avec un podium au Mexique et deux deuxièmes places, à Las Vegas où il est élu pilote du jour, et à Abou Dabi. Il fait alors un bond au classement et finit avec autant de points que Fernando Alonso qui le devance à la quatrième place au nombre de podiums (7 à 6). Leclerc termine cinquième, avec 102 points de moins qu'en 2022.

### 2024: victoires à Monaco, Monza et Austin
En janvier, Ferrari annonce la prolongation du pilote pour plusieurs années. Toujours parmi les quatre premiers lors des sept premiers Grand Prix de la saison, il obtient quatre podiums. Le 26 mai 2024, le Monégasque remporte son Grand Prix national, à pour la première fois de sa carrière,,. Il déclare « C'est une course tellement difficile. Ça veut dire beaucoup pour moi. Je pense à mon père, c'était notre rêve de piloter ici et de gagner cette course. C'est incroyable! » Premier monégasque à s'imposer à domicile depuis la création du championnat du monde, 93 ans après Louis Chiron en 1931, Charles Leclerc remporte la sixième victoire de sa carrière, presque deux ans après la précédente,.
La régularité de ses résultats après huit manches lui permet d'occuper la deuxième place du championnat, à 31 points de Max Verstappen. Lors de la course suivante, au Canada, la Scuderia enregistre son premier double abandon depuis le Grand Prix d'Azerbaïdjan 2022. Après quatre courses décevantes, dont deux arrivées hors des points en Autriche et à Silverstone, Leclerc, deuxième des qualifications du Grand Prix de Belgique, hérite de la pole position après une pénalité infligée à Max Verstappen ; quatrième sous le drapeau à damier, il bénéficie de la disqualification du vainqueur George Russell pour prendre la troisième place,.
Grâce à une stratégie osée d'un seul arrêt en course, Leclerc remporte le Grand Prix d'Italie 2024, la première victoire à domicile de Ferrari depuis qu'il s'y était lui-même imposé en 2019. Le 20 octobre, Charles Leclerc gagne la dix-neuvième manche sur le circuit des Amériques, quand parti en quatrième position sur la grille, il s'infiltre à l'intérieur du premier virage alors que devant lui, Max Verstappen emmène Lando Norris au large. Dès lors en tête, il s'impose sans être inquiété et fête un doublé pour Ferrari avec la deuxième place de Carlos Sainz. Il obtient encore trois podiums, pour porter son total à treize et 356 points, le meilleur total de sa carrière en Formule 1. En lice pour la place de vice-champion du monde derrière Max Verstappen, il s'incline finalement face à Lando Norris et termine la saison au troisième rang du championnat, alors que Ferrari est devancée de 14 points par McLaren pour le titre des constructeurs.

## Carrière

### Résultats en monoplace avant la F1
| Saison | Championnat              | Équipe                | Courses | Victoires | Pole positions | Meilleurs tours | Podiums | Points | Classement |
| ------ | ------------------------ | --------------------- | ------- | --------- | -------------- | --------------- | ------- | ------ | ---------- |
| 2014   | Formule Renault 2.0 ALPS | Fortec Motorsport     | 14      | 2         | 1              | 0               | 7       | 199    | 2e         |
| 2015   | Formule 3 Europe         | Van Amersfoort Racing | 33      | 4         | 3              | 5               | 13      | 363,5  | 4e         |
| 2015   | Grand Prix de Macao      | Van Amersfoort Racing | 1       | 0         | 0              | 0               | 1       | N/A    | 2e         |
| 2016   | GP3 Series               | ART Grand Prix        | 18      | 3         | 4              | 4               | 8       | 202    | Champion   |
| 2017   | Formule 2                | Prema Racing          | 22      | 7         | 8              | 4               | 10      | 282    | Champion   |

### Résultats en championnat du monde de Formule 1
| Saison | Écurie                                                                 | Châssis        | Moteur                   | Pneus   | GP disputés | Pole positions | Victoires | Podiums | Meilleurs tours | Dans les points | Abandons | Points inscrits | Classement |
| ------ | ---------------------------------------------------------------------- | -------------- | ------------------------ | ------- | ----------- | -------------- | --------- | ------- | --------------- | --------------- | -------- | --------------- | ---------- |
| 2018   | Alfa Romeo Sauber F1 Team                                              | Sauber C37     | Ferrari V6 turbo hybride | Pirelli | 21          | 0              | 0         | 0       | 0               | 10              | 6        | 39              | 13e        |
| 2019   | Scuderia Ferrari [[Scuderia Ferrari\|Scuderia Ferrari Mission Winnow]] | Ferrari SF90   | Ferrari V6 turbo hybride | Pirelli | 21          | 7              | 2         | 10      | 4               | 18              | 3        | 264             | 4e         |
| 2020   | Scuderia Ferrari Mission Winnow                                        | Ferrari SF1000 | Ferrari V6 turbo hybride | Pirelli | 17          | 0              | 0         | 2       | 0               | 10              | 4        | 98              | 8e         |
| 2021   | Scuderia Ferrari Mission Winnow                                        | Ferrari SF21   | Ferrari V6 turbo hybride | Pirelli | 21          | 2              | 0         | 1       | 0               | 18              | 2        | 159             | 7e         |
| 2022   | Scuderia Ferrari                                                       | Ferrari F1-75  | Ferrari V6 turbo hybride | Pirelli | 22          | 9              | 3         | 11      | 3               | 19              | 3        | 308             | 2e         |
| 2023   | Scuderia Ferrari                                                       | Ferrari SF-23  | Ferrari V6 turbo hybride | Pirelli | 21          | 5              | 0         | 6       | 0               | 17              | 3        | 206             | 5e         |
| 2024   | Scuderia Ferrari Scuderia Ferrari HP                                   | Ferrari SF-24  | Ferrari V6 turbo hybride | Pirelli | 24          | 3              | 3         | 13      | 3               | 21              | 1        | 356             | 3e         |
| 2025   | Scuderia Ferrari HP                                                    | Ferrari SF-25  | Ferrari V6 turbo hybride | Pirelli | 14          | 1              | 0         | 5       | 0               | 12              | 0        | 151             | 5e         |
|        | Total                                                                  |                |                          |         | 161         | 27             | 8         | 48      | 10              | 125             | 22       | 1581            |            |

| Saison        | Écurie                                           | Châssis        | Moteur                                | Pneus | 1        | 2            | 3        | 4         | 5         | 6         | 7       | 8        | 9        | 10       | 11         | 12        | 13        | 14      | 15      | 16       | 17       | 18           | 19         | 20          | 21        | 22      | 23        | 24     | Points inscrits | Classement |
| ------------- | ------------------------------------------------ | -------------- | ------------------------------------- | ----- | -------- | ------------ | -------- | --------- | --------- | --------- | ------- | -------- | -------- | -------- | ---------- | --------- | --------- | ------- | ------- | -------- | -------- | ------------ | ---------- | ----------- | --------- | ------- | --------- | ------ | --------------- | ---------- |
| 2018          | Alfa Romeo Sauber F1 Team                        | Sauber C37     | Ferrari V6 turbo hybride Typo 062 EVO | P     | AUS 13e  | BAH 14e      | CHI 19e  | AZE 6e    | ESP 10e   | MON Abd.  | CAN 10e | FRA 10e  | AUT 9e   | GBR Abd. | ALL 15e    | HON Abd.  | BEL Abd.  | ITA 11e | SIN 9e  | RUS 7e   | JAP Abd. | USA Abd.     | MEX 7e     | BRE 7e      | ABU 7e    |         |           |        | 39              | 13e        |
| 2019          | Scuderia Ferrari Scuderia Ferrari Mission Winnow | Ferrari SF90   | Ferrari V6 turbo hybride Typo 064     | P     | AUS 5e   | BAH 3e       | CHI 5e   | AZE 5e    | ESP 5e    | MON Abd.  | CAN 3e  | FRA 3e   | AUT 2e   | GBR 3e   | ALL Abd.   | HON 4e    | BEL 1er   | ITA 1er | SIN 2e  | RUS 3e   | JAP 6e   | MEX 4e       | USA 4e     | BRE Abd.    | ABU 3e    |         |           |        | 264             | 4e         |
| 2020          | Scuderia Ferrari Mission Winnow                  | Ferrari SF1000 | Ferrari V6 turbo hybride Typo 065     | P     | AUT 2e   | STY Abd.     | HON 11e  | GBR 3e    | 70e 4e    | ESP Abd.  | BEL 14e | ITA Abd. | TOS 8e   | RUS 6e   | EIF 7e     | POR 4e    | EMI 5e    | TUR 4e  | BAH 10e | SAK Abd. | ABU 13e  |              |            |             |           |         |           |        | 98              | 8e         |
| 2021          | Scuderia Ferrari Mission Winnow                  | Ferrari SF21   | Ferrari V6 turbo hybride Typo 065/6   | P     | BAH 6e   | EMI 4e       | POR 6e   | ESP 4e    | MON Np.   | AZE 4e    | FRA 16e | STY 7e   | AUT 8e   | GBR 2e   | HON Abd.   | BEL 8e    | P-B 5e    | ITA 4e  | RUS 15e | TUR 4e   | USA 4e   | MEX 5e       | BRE 5e     | QAT 8e      | ARA 7e    | ABU 10e |           |        | 151             | 7e         |
| 2022          | Scuderia Ferrari                                 | Ferrari F1-75  | Ferrari V6 turbo hybride Typo 066/7   | P     | BAH 1er  | ARA 2e       | AUS 1er  | EMI 6e+2e | MIA 2e    | ESP Abd.  | MON 4e  | AZE Abd. | CAN 5e   | GBR 4e   | AUT 1er+2e | FRA Abd.  | HON 6e    | BEL 6e  | P-B 3e  | ITA 2e   | SIN 2e   | JAP 3e       | USA 3e     | MEX 6e      | BRE 4e+6e | ABU 2e  |           |        | 308             | 2e         |
| 2023          | Scuderia Ferrari                                 | Ferrari SF-23  | Ferrari V6 turbo hybride Typo 066/10  | P     | BAH Abd. | ARA 7e       | AUS Abd. | AZE 3e+2e | MIA 7e    | MON 6e    | ESP 11e | CAN 4e   | AUT 2e   | GBR 9e   | HON 7e     | BEL 3e+5e | P-B Abd.  | ITA 4e  | SIN 4e  | JAP 4e   | QAT 5e   | USA Dsq. +3e | MEX 3e     | BRE Np. +5e | LVE 2e    | ABU 2e  |           |        | 206             | 5e         |
| 2024          | Scuderia Ferrari Scuderia Ferrari HP             | Ferrari SF-24  | Ferrari V6 turbo hybride Typo 066/12  | P     | BAH 4e   | ARA 3e       | AUS 2e   | JAP 4e    | CHI 4e+4e | MIA 3e+2e | EMI 3e  | MON 1er  | CAN Abd. | ESP 5e   | AUT 11e+7e | GBR 14e   | HON 4e    | BEL 3e  | P-B 3e  | ITA 1er  | AZE 2e   | SIN 5e       | USA 1er+4e | MEX 3e      | BRE 5e+3e | LVE 4e  | QAT 2e+5e | ABU 3e | 356             | 3e         |
| 2025          | Scuderia Ferrari HP                              | Ferrari SF-25  | Ferrari V6 turbo hybride Typo 066/12  | P     | AUS 8e   | CHI Dsq. +5e | JAP 4e   | BAH 4e    | ARA 3e    | MIA 7e    | EMI 6e  | MON 2e   | ESP 3e   | CAN 5e   | AUT 3e     | GBR 14e   | BEL 3e+4e | HON 4e  | P-B     | ITA      | AZE      | SIN          | USA        | MEX         | BRE       | LVE     | QAT       | ABU    | 151             | 5e         |
| Légende : ici |                                                  |                |                                       |       |          |              |          |           |           |           |         |          |          |          |            |           |           |         |         |          |          |              |            |             |           |         |           |        |                 |            |

### Victoires en championnat du monde de Formule 1
| # | Année | Manche | Date               | Grand Prix | Circuit           | Écurie  | Position départ | Voiture | Résumé |
| - | ----- | ------ | ------------------ | ---------- | ----------------- | ------- | --------------- | ------- | ------ |
| 1 | 2019  | 13/21  | 1er septembre 2019 | Belgique   | Spa-Francorchamps | Ferrari | Pole position   | SF90    | Résumé |
| 2 | 2019  | 14/21  | 8 septembre 2019   | Italie     | Monza             | Ferrari | Pole position   | SF90    | Résumé |
| 3 | 2022  | 1/22   | 20 mars 2022       | Bahreïn    | Sakhir            | Ferrari | Pole position   | F1-75   | Résumé |
| 4 | 2022  | 3/22   | 10 avril 2022      | Australie  | Melbourne         | Ferrari | Pole position   | F1-75   | Résumé |
| 5 | 2022  | 11/22  | 10 juillet 2022    | Autriche   | Spielberg         | Ferrari | 2e              | F1-75   | Résumé |
| 6 | 2024  | 8/24   | 26 mai 2024        | Monaco     | Monaco            | Ferrari | Pole position   | SF-24   | Résumé |
| 7 | 2024  | 16/24  | 1er septembre 2024 | Italie     | Monza             | Ferrari | 4e              | SF-24   | Résumé |
| 8 | 2024  | 19/24  | 20 octobre 2024    | États-Unis | Austin            | Ferrari | 4e              | SF-24   | Résumé |

## Vie privée
Son frère Arthur Leclerc est lui aussi engagé en sport automobile, évoluant en Formule 4 en 2018 et 2019 puis en Formule 3 en 2020, 2021 et 2022. Suivant les traces de son frère Charles, Arthur est intégré à la Ferrari Driver Academy en 2020 après avoir évolué en tant que jeune pilote Sauber.
Il a aussi un demi-frère aîné, Lorenzo Tolotta-Leclerc.
Son père, Hervé Leclerc, mort en 2017, est un ancien pilote de Formule 3. Sa mère, Pascale Leclerc, est coiffeuse.
Jules Bianchi, mort des suites de son accident lors du Grand Prix du Japon 2014, était un ami proche et son parrain sportif.
Il était en couple avec la Monégasque Charlotte Siné (fille d'Emmanuel Siné — directeur général One Monte Carlo de la Société des bains de mer de Monaco, la plus ancienne et la plus importante entreprise de divertissement de Monaco) jusqu'en décembre 2022. Avant elle, Charles Leclerc était en couple avec l'Italienne Giada Gianni, qu'il a quittée à l'automne 2019 pour « se concentrer uniquement sur la F1 ».
Lors du Grand Prix de Monaco 2023, trois mois après sa rupture avec Charlotte Siné, il présente sa nouvelle compagne, la Française Alexandra Saint Mleux,.